# 狩野俊介
狩野俊介（かのう しゅんすけ）是日本作家太田忠司的推理小説「狩野俊介系列」的男主角，他是個少年偵探。在此也對該系列作品進行介紹。

## 人物
在第1作《月光亭事件》中為小學六年級生、第2作《幻龍苑事件》以後為中學一年級生。第10作『百舌姫事件』起則為中學二年級生。石神探偵事務所的成員，在育幼院成長的孤兒，實際的生日（戶籍生日為1月25日）以及父母都不詳。

## 其他角色
以下登場人物除了特別說明外，均為首次登場時的年齡。
野上 英太郎（のがみ えいたろう）
石神探偵事務所第二代所長，年約40多歲，俊介的養父兼友人。
佳努
一隻阿比西尼亞貓。在俊介小學6年級時的9月出生。在俊介與野上結識前，是唯一能讓他開心的對象。石神偵探社的正式成員（儘管只是貓）。平時很懶惰，但當俊介面臨危機時，他就會顯露出肉食的本能。
芙蓉 明子（ふよう あきこ/アキ）
俊介和野上常去的喫茶店「紅梅」的看板娘，21歳。活潑且好奇心旺盛。他經常參與野上偵探社的工作，並最終成為兼職員工。對野上有好感，時常迂迴的邀他出去約會。
高森 貴之（たかもり たかゆき）
捜査一課的警部，年約30多歲。在新人刑事跟偵探助手時期就認識野上。總是很大聲說話而有「鬼高」的外號。在高中畢業後，由於找不到工作而成為警官。
池田 憲彦（いけだ のりひこ）
捜査一課の刑事。高森の十年来の部下。のほほんとした性格で、高森に怒鳴られても柳に風と受け流してしまう。子供の世話が上手。古い寺の住職の息子だが、父の跡を継ぐ気はない。
武井（たけい）
捜査一課の若手刑事。3人のならず者を1人で取り押さえたという武勇伝の持ち主だが、実はけっこう気が弱い。アキに片思いしている。
遠島寺 美樹（えんとうじ みき）
俊介的同學，為數不多的友人之一。《幻龍苑事件》的關係人，但第一次直接見到俊介是在事件發生後轉學到學校時（聽說過他的活躍後）。由於擔心俊介的悲觀態度，她盡力照顧他。
久野 徹（くの とおる）
俊介的同學，為數不多的友人之一。父親為市長、母親是有名的文藝評論家。本身在練鋼琴，有著超出中學生程度的琴技。曾經有一段時間和父母溝通有困難，必須向俊介尋求協助。
松永 麗子（まつなが れいこ）
俊介等人的班級導師，24歳。『夜叉沼事件』的關係人。儘管還年輕，但她是一位熱愛工作、關心學生的老師。

## 書籍
到《翔騎號事件》為止，由德間書店出版，最新刊《鬼哭洞事件》起則由東京創元出版。括弧内是初版日期。
- 月光亭事件（1991年6月）
- 幻龍苑事件（1992年1月）
- 夜叉沼事件（1992年12月）
- 狩野俊介的冒險（1993年7月）
- 玄武塔事件（1994年2月）
- 狩野俊介的事件簿（1994年5月）
- 天霧家事件（1995年6月）
- 降魔弓事件（1996年4月）
- 狩野俊介的肖像（1996年12月）
- 白亞館事件（1997年10月）
- 銀扇座事件・上（1999年5月 / 下巻同時発刊）
- 銀扇座事件・下（1999年5月 / 上巻同時発刊）
- 久遠堂事件（2000年12月）
- 狩野俊介的紀念日（2004年9月）
- 百舌姫事件（2008年3月）
- 翔騎号事件（2010年4月）
- 鬼哭洞事件（2021年10月）

## 漫畫版

### 『狩野俊介之事件簿』
2001年至2005年間由大塚明作畫，於《サスペリアミステリー》（秋田書店）連載。單行本共四冊。台灣由長鴻出版。
- 幻龍苑事件 狩野俊介的事件簿[1]（2001年11月發售）
  - 原作：長編『幻竜苑事件』、『狩野俊介の肖像』収録短編『金糸雀は、もう鳴かない』の計2編。
- 白亞館事件 狩野俊介の事件簿2[2]（2003年12月25日発売）
  - 原作：長編『白亜館事件』1編。
- 硝子之鼠 狩野俊介の事件簿3[3]（2004年10月21日発売）
  - 原作：『狩野俊介の冒険』収録短編『硝子の鼠』、『狩野俊介の肖像』収録短編『人が歩む、すべての道は』『誰も気づかない 誰も傷つかない』、『狩野俊介の事件簿』収録短編『奇妙な等式』『それなりに科学的な日々』の計5編。
- 神影莊奇談 狩野俊介の事件簿4[4]（2005年11月28日発売）
  - 原作：『名探偵は、ここにいる』収録短編『神影荘奇談』、『狩野俊介の冒険』収録短編『俊介の道草』、『狩野俊介の事件簿』収録短編『家族のための旋律』の計3編。

### 『少年探偵 狩野俊介』
2010年起由松島幸太朗作畫，在《週刊少年Champion》（秋田書店）兩度短期連載。
- 2010年48号から[5]52号まで、『狩野俊介の肖像』より抜粋した作品を短期集中連載。
- 2011年34号から[6]39号まで、新作書き下ろし原作『降霊会事件』を連載。

單行本將兩系列合併，以《少年偵探 狩野俊介 降靈會事件》為名發行，全一冊。2011年10月7日發售